# Hole-in-the-Day
Hole-in-the-Day o Bugonegijig (1825-1868) fou un cabdill anishinaabemowin. El seu pare va lluitar amb els nord-americans contra els anglesos a la Guerra del 1812, i ell va lluitar contra els sioux com a cap del Clan de l'Ós des del 1846. Visità sovint Washington i es casà amb una periodista blanca. Tenia fama de prudent i de repartir les seves riqueses entre la seva tribu. Es negà a abandonar la reserva de White Earth (Montana), però fou assassinat a Minnesota pels seus partidaris perquè sospitaven que els havia traït.